# Churumuco
Churumuco è una municipalità dello stato di Michoacán, nel Messico centrale, il cui capoluogo è la località di Churumuco de Morelos.
La municipalità conta 14.366 abitanti (2010) e ha un'estensione di 1.115,26 km².
Il nome della località significa becco d'uccello.